# Renato Usatîi

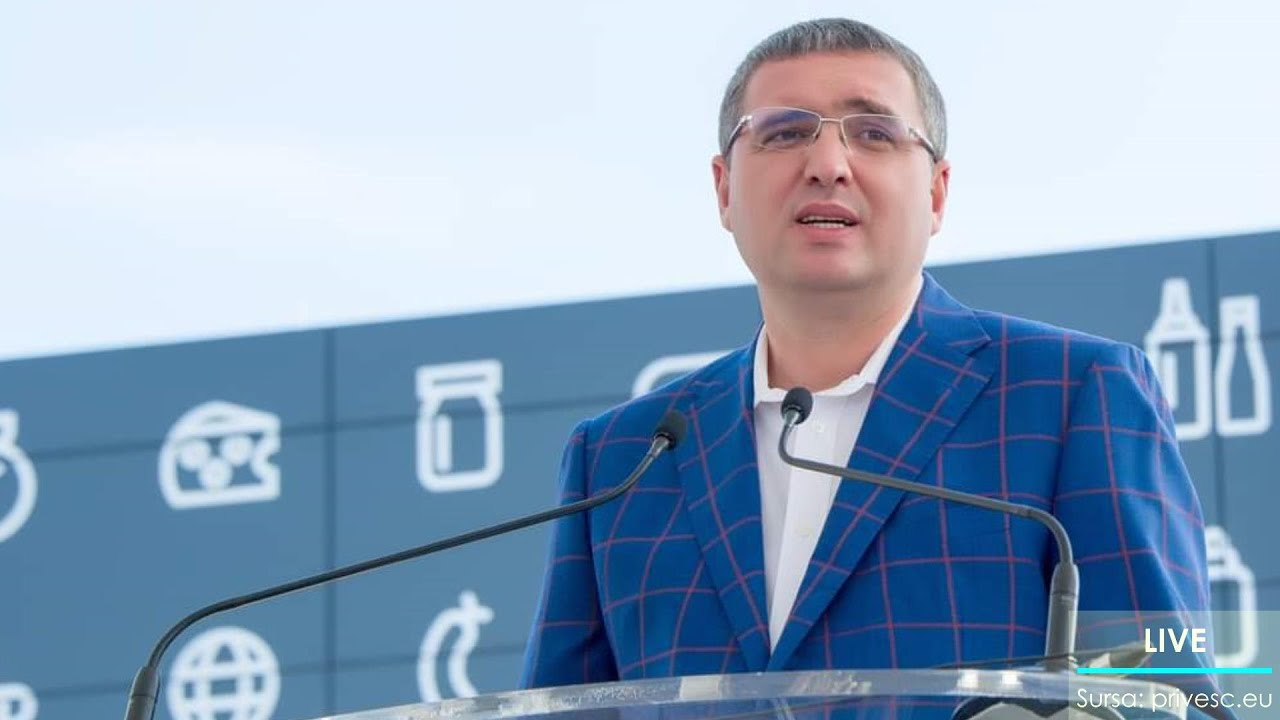
Renato Usatîi

Renato Usatîi (russisch Ренато Усатый Renato Usaty, * 1978 in Fălești, Moldauische SSR) ist ein moldauischer Unternehmer und Politiker der Partei Partidul Nostru. Er leitet das Unternehmen WPT-NN mit Sitz in Nischni Nowgorod, welches im Eisenbahnbereich tätig ist. Im Zuge der Kommunalwahlen im Juni 2015 wurde Usatîi mit rund 72 Prozent der Stimmen zum Bürgermeister von Bălți, der zweitgrößten Stadt Moldaus, gewählt.

## Leben
Renato Usatîi wurde im Norden Moldaus geboren, sein Vater Georgi war Englischprofessor. Der junge Renato gewann 1994 den ersten Platz der moldauischen Englischolympiade und schloss später ein Studium an der Staatlichen Universität Bălți ab.
Von 2000 bis 2001 arbeitete Usatîi als Aufsichtsbeamter am Flughafen Chișinău. 2002 nahm er eine Stelle als Ingenieur bei der moldauischen Eisenbahn an, bevor er 2005 nach Nischni Nowgorod in Russland emigrierte. Dort übernahm er die Leitung des Unternehmens WPT-NN, das metallische Bauteile und Werkzeuge für Züge und Eisenbahnen herstellt. Durch diese Tätigkeit besitzt er ein hohes Vermögen. In seiner moldauischen Heimat betätigte er sich als Philanthrop und spendete hohe Geldsummen unter anderem an Schulen, Kirchen und Sportprojekte.
Usatîi ist verheiratet und hat zwei Töchter.

## Politische Karriere
Ab Anfang 2014 wurde Usatîi in der moldauischen Politik aktiv. Er vertritt prorussische und EU-kritische Positionen und gibt an, gegen die Korruption im Land vorgehen zu wollen. Besonders der PLDM und PDM wurde nachgesagt, dass sie fest in der Hand von Oligarchen seien. Usatîi übernahm im Frühjahr 2014 die Führung der Partei Partidul Popular Republican, die bis dahin von Nicolae Andronic geleitet wurde, und benannte diese in „Partidul Nostru — Наша Партия“ um. Ein moldauisches Gericht erklärte diesen Schritt im Juni 2014 für ungültig. Daraufhin rief er eine eigene Partei ins Leben, deren Gründung jedoch im September 2014 von einem Gericht abermals für ungültig erklärt wurde. Daraufhin gab Usatîi am 30. September 2014 bekannt, bei den anstehenden Parlamentswahlen des Landes für die Partei Patria antreten zu wollen, die bis dahin vom ehemaligen moldauischen Botschafter in Rumänien, Emilian Ciobu, geführt wurde.
Im Laufe des Jahres 2014 nahm Usatîis Beliebtheit sprunghaft zu, bei Umfragen lag er bei teils deutlich über 15 %, in Medien wurde er teils als Phänomen gehandelt. Mit pompösen Wahlkampfveranstaltungen mit Live-Konzerten gelang es ihm insbesondere junge Wähler anzusprechen. Usatîis Erfolg gefährdete den Fortbestand der amtierenden Pro-EU-Koalition.
Das moldauische Berufungsgericht schloss Usatîis Partei Patria am 27. November 2014, weniger als drei Tage vor der Wahl, von der Parlamentswahl aus. Mitglieder von Usatîis Partei wurden festgenommen. Patria solle Parteispenden in Höhe von 400.000 € aus Russland erhalten haben. Usatîi vermutete dahinter ein politisches Motiv und legte Berufung dagegen ein, die jedoch einen Tag vor der Wahl definitiv abgelehnt wurde. Andere Parteien hatten nachgewiesenermaßen ebenfalls nicht deklarierte Wahlkampfspenden erhalten, waren aber nicht juristisch verfolgt worden. Der Kopf der EU-Delegation in der Republik Moldau, Pirkka Tapiola, zeigte sich „besorgt“ über den Ausschluss, ebenso wie die US-Botschaft in Chișinău, der deutsche Bundestagsabgeordnete Andrej Hunko nannte diese Entscheidung „unvereinbar mit demokratischen Standards“. Nach der Wahl erklärte der Vorsitzende des moldauischen Verfassungsgerichts, der Ausschluss bei der Wahl sei „übereilt“ durchgeführt worden. Usatîi ist inzwischen Vorsitzender der Partei Partidul Nostru.
Bei den Kommunalwahlen 2015 trat Usatîi als Bürgermeisterkandidat in Bălți, der zweitgrößten Stadt des Landes, an. Er erreichte 72,5 % der Stimmen und kam erstmals 2. Juli 2015 ins Amt. 2018 trat er wieder zurück. 2019 wurde er wiedergewählt.
Im September 2015 begannen die Massenproteste gegen die Politik der moldauischen Regierung. Als Vorsitzender der Partidul Nostru verlangte Usatîi den Rücktritt des Präsidenten, den Generalstaatsanwalt, die Leiter der moldauischen Nationalbank und der Zentralen Wahlkommission. Im Januar 2016 leitete die Generalstaatsanwaltschaft von Moldau ein Strafverfahren gegen Usatîi wegen Drohungen gegen die Staatsbeamten während der Massenproteste ein. Initiiert wurde das Verfahren von Nicolae Timofti, dem damaligen Präsidenten des Landes.
Bei Umfragen im Jahr 2019 wurde Usatîi zum neunt- bzw. zehntbeliebtesten Politiker des Landes gewählt.
Im Jahr 2020 setzte Russland Usatîi auf eine Liste von aufgrund von Finanzvergehen gesuchten Personen.